# Giuseppe Francesco Ferrari
Giuseppe Francesco Ferrari (Lerici, 28 marzo 1865 – Lerici, 23 ottobre 1943) è stato un generale italiano.
Capo di stato maggiore del IX Corpo d'armata dell'esercito italiano e maggior generale della Brigata Umbria in Cadore, nel 1916 intraprese una serie di operazione militari sulle Alpi di Fassa.
Dal dicembre 1916 alla fine della guerra fu stanziato ad Asiago al comando del XII Corpo d'armata. Dalla metà di settembre 1917 a dopo la fine del conflitto gli fu assegnato il XX Corpo d'armata. Dal 1923 al 1925 fu capo di Stato maggiore del Regio Esercito, e nuovamente dal febbraio 1927 al febbraio 1928, quando fu nominato senatore.
Dal 1937 al 1940 fu a capo della commissione di guerra.